# Zhang Jun (asesino serial)
Zhang Jun (en chino: 张君, romanizado: Zhāng Jūn; 5 de agosto de 1966 - 20 de mayo de 2001) fue un ladrón y asesino en serie chino. Desde junio de 1993 hasta septiembre de 2000, Zhang y sus asociados robaron un total de 22 tiendas en Chongqing, Hunan, Hubei, Yunnan y Guangxi, matando a 28 personas e hiriendo a 23. Se alega que la cantidad total robada fue de 5,36 millones de yuanes.

## Primeros años
Zhang Jun nació el 5 de agosto de 1966 en la aldea de Hualin, Changde, Hunan en una familia pobre. Era el menor de siete hermanos y hermanas. Debido a su familia pobre, abandonó la escuela en el primer año de secundaria para participar en actividades sociales. Fue detenido en 1989 y condenado a reforma laboral.

## Robos
El 22 de diciembre de 1995, Zhang robó la tienda Amistad de Chongqing, mató a una persona y robó joyas de oro por valor de 455.000 yuanes.
El 25 de diciembre de 1996, Zhang robó los primeros grandes almacenes de Shanghái y robó joyas de oro por valor de más de 630.000 yuanes.
El 27 de noviembre de 1997, Zhang robó el centro comercial Changsha Friendship Mall, mató a dos personas y robó joyas de oro por valor de 1.372 millones de yuanes.
El 20 de diciembre de 1998, Zhang allanó un puesto de control de seguridad pública y la estación de peaje del condado de Seguridad Pública de la provincia de Hebei, matando a dos personas.
El 4 de enero de 1999, Zhang robó el gabinete de joyas de oro de la plaza Wuhan en Wuhan, matando a una persona y robando 30.000 yuanes y 2,634 millones en joyas de oro.
El 15 de agosto de 2000, Zhang robó al presidente del Banco Agrícola del condado de Anxiang, mató a dos personas y robó 16.000 yuanes.
El 1 de septiembre del mismo año, Zhang robó un camión de efectivo en Changde, matando a siete personas y robando dos pequeñas metralletas y 20 balas.

## Crímenes anteriores
En 1993, Zhang Jun y su amigo Liu Baogang, conocido en el Instituto Shaoguan, fueron al condado de Anxiang para cometer un robo. El robo no tuvo éxito y Zhang hirió accidentalmente a su compañero. Para evitar ser capturado, mató a Liu con un martillo y se deshizo de su cadáver. Después de eso, no pudo escapar a Guangxi y mató a un empresario de Hubei antes del Festival de Primavera. Al mismo tiempo, conoció a una amante en Guangxi y, con el dinero que ella le dio, compró una pistola. Después de eso, atrajo a dos chicas de compañía a una montaña donde los mató a ambos para practicar cómo matar gente rápidamente.

## Arresto
La policía de Chongqing emitió una orden de arresto al equipo de investigación de Zhang Jun el 19 de septiembre, y también arrestó a una de sus amantes, Quan Hongyan, quien salió del hospital con él. Según los informes, Zhang llevaba consigo una granada de mano militar cuando fue arrestado. Wen Qiang, entonces subdirector de la Oficina de Seguridad Pública Municipal de Chongqing, interrogó personalmente a Zhang Jun.

## Juicio
El 14 de abril de 2001, Zhang Jun fue condenado a muerte por el Primer Tribunal Popular Intermedio de Chongqing por homicidio intencional y robo, y privado de sus derechos políticos de por vida. El 20 de mayo de 2001 fue ejecutado en Chongqing.